# 抗美援朝第二次战役
抗美援朝第二次战役是中国人民志愿军投入朝鲜战争后對聯合國軍发起的第二场大規模战役，時間從1950年11月25日至12月24日。此役以太白山脈為界分成東、西兩個戰場，西线的主要戰役為清川江战役，东线則為长津湖战役。戰役時間正值隆冬，戰場溫度達到零下30度，兩軍部隊因凍傷失去戰鬥能力甚至凍死的人員甚至比因作戰死亡者更多。
在第一次戰役結束後，聯合國軍指揮官道格拉斯·麥克阿瑟刻意忽視中國人民志願軍與聯合國軍交戰的情報，而錯誤樂觀地提出在聖誕節返鄉的宣告，戰力不足的聯合國軍遭到中國人民志願軍重擊，被迫撤退重整防線。志願軍在這階段的勝利將聯合國軍逐出朝鮮半島北部，戰場退回到38度線周邊場域。

## 背景
在1950年9月下旬仁川登陸戰役成功後，兵疲馬困的朝鮮人民軍幾乎是呈潰散狀態，聯合國軍迅速的朝北方進軍，10月3日，聯合國軍跨越38度線，攻入朝鮮半島北部。麥克阿瑟在10月1日呼籲朝鮮人民軍投降，並下令部隊開向中國與朝鮮半島的地理邊界鴨綠江。至11月24日，聯合國軍發動最後一波攻勢，聲稱此波攻勢將可讓聯合國軍在聖誕節結束戰爭。但是麥克阿瑟與他的親信參謀們淡化中華人民共和國介入的宣告，以及低估中國軍隊投入戰場的規模，還有對部隊可能的風險。在一份11月25日的情研報告中，聯合國軍判斷在朝鮮半島的中國軍隊僅有7萬人，但同一天，中國人民志願軍以30萬人的大軍朝聯合國軍發起攻勢。

## 兵力
1950年11月23日時聯合國軍兵力約553,000人。其中海軍約75,000人，駐紮在日本和朝鮮半島的空軍約55,000人，在朝鮮半島的地面部隊總數為423,313人。地面部隊包括韓軍223,950人、美軍178,464人（陸軍153,536人、海軍陸戰隊24,928人）、英軍11,186人、土耳其軍5,051人等。

## 戰況
1950年11月25日，時任中國人民志願軍司令部機要秘書兼俄語翻譯的毛岸英，在朝鮮平安北道大榆洞的中国人民志愿军司令部遭空襲陣亡。
1950年12月23日，第8軍團司令沃尔顿·沃克將軍等人乘著吉普車到漢城北郊，打算在38線進行重整時，發生車禍而身亡，被追晉為上將。